# Madaprocris
Madaprocris is een geslacht van vlinders van de familie bloeddrupjes (Zygaenidae).

## Soorten
- M. minetorum Viette, 1978
- M. miocaenica (Reiss, 1936)